# Agrumes résistants au froid
Les agrumes résistants au froid, agrumes tolérants au gel ou agrumes rustiques sont des agrumes qui peuvent supporter des périodes de froid glacial plus ou moins marquées sans subir d'atteinte létale ou irrémédiables.

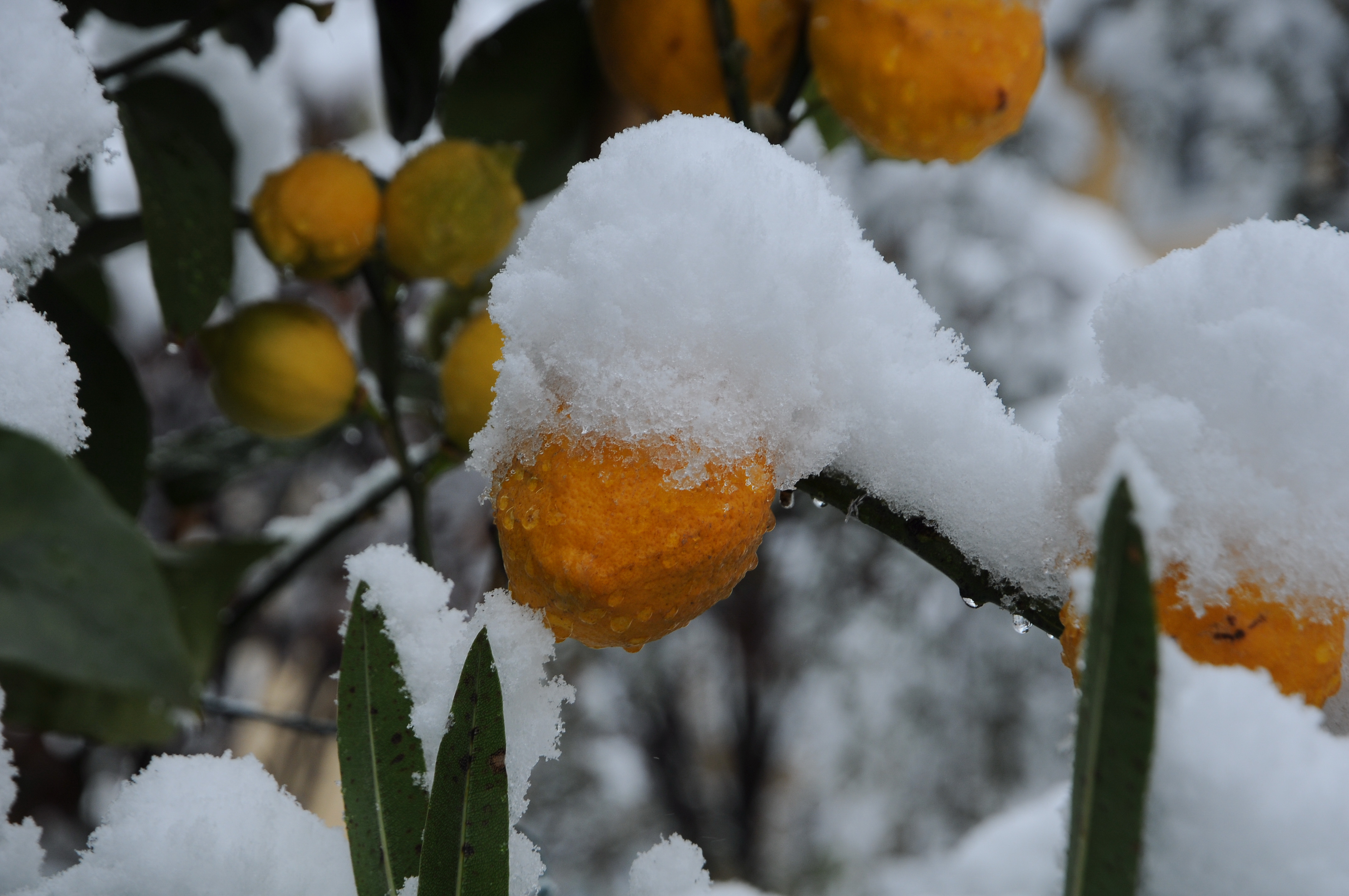
Bigarade sous le neige

La tolérance au gel tient d'une part à divers aspects physiologiques de la plante, des agrumes sauvages se sont adapté à des climats continentaux rigoureux en Chine, ou à des climats d'altitude dans les confins himalayens et d'autre part aux conditions de culture. Des techniques culturales visant à protéger les agrumes du froid épisodique ont été largement développées qui ont repoussé la culture d'espèces peu sensibles au delà des climats tempérés chauds ou littoraux. Elles permettent aussi de prévenir les dégâts causés par les phénomènes météorologiques extrêmes, tels qu'une anomalie climatique froide due au réchauffement climatique.
La sélection de la variété, du site de culture, du porte-greffe, de protections d'appoint sont les préventions indispensables qui permettent aux agrumes de supporter des basses températures inférieures à celles de leur milieu d'origine.

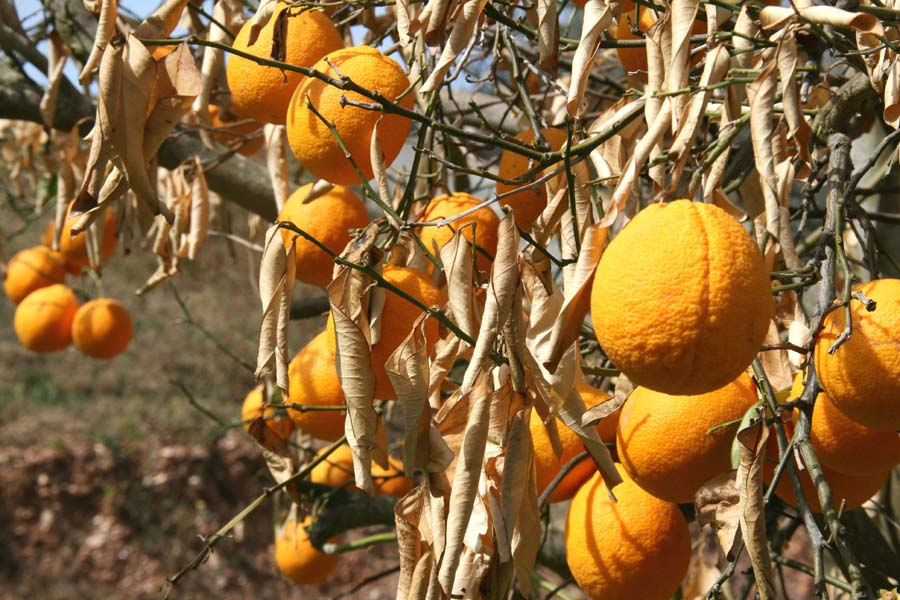
Oranger doux après un gel à -10° C

## Physiologie
Avec le gel la présence de glace extracellulaire entraine une dessiccation puis des dégâts rapidement irréparables aux cellules végétales. La notion de température critique est souvent utilisée. Le gel atteint en premier lieu les gros vaisseaux du xylème (tige et feuilles), la perméabilité des membranes cellulaires se dégrade puis avec une diminution supplémentaire de la température les cellules se déshydratent. L'action du gel rétrécit la cellule, perturbe l'homéostasie osmotique et augmente les fuites ioniques cellulaires irréparables. La gravité des dégâts du gel dépend du degré de gel, de sa durée, de la disponibilité des nutriments, de la teneur en eau et des caractéristiques du sol. Le stress du gel endommage de manière irréversible les processus métaboliques et induisent chlorose et nécrose (2023).

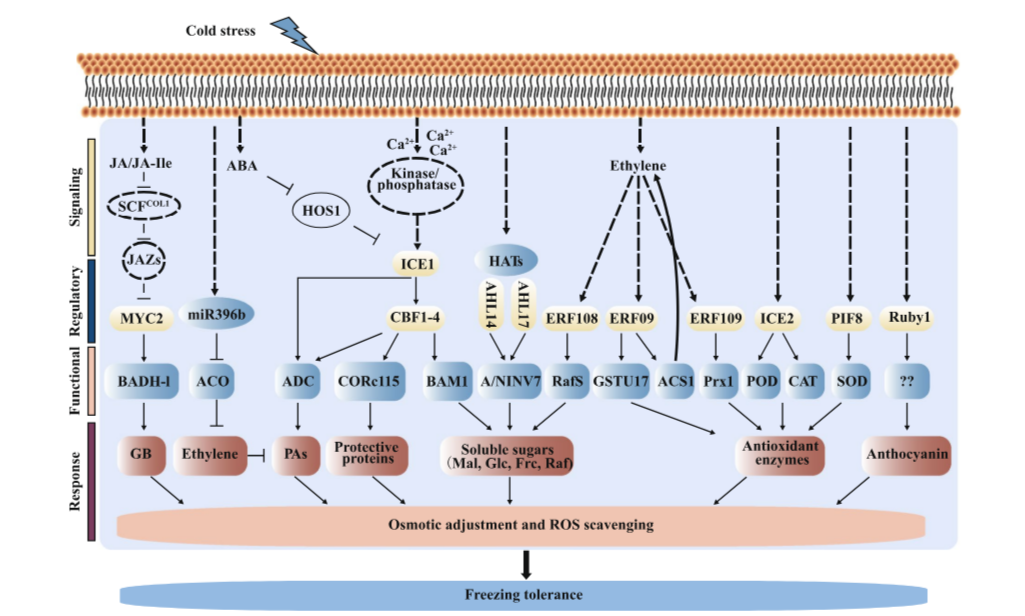
Tolérance au froid des agrumes. Les membranes atteintes déclenchent l'accumulation de Ca 2+ détectée par les protéines de signalisation. Les facteurs de transcription (rectangles jaunes), agissent sur les gènes sensibles au froid (rectangles bleus).

Les plantes greffées sur porte-greffes résistants, pas trop jeunes et en bonne santé ont une résistance accrue au froid. Les fleurs et les fruits sont très sensibles au gel (atteinte à partir de −2 °C pendant 4 h).
Fujio Yoshimura et Akio Kuzuoka (1962)  ont proposé un comptage du pourcentage de feuilles détruites selon le niveau de température imposé aux plantes (par exemple à −7 °C P. trifoliata et C. junos ne perdent pas de feuilles, C. funadoko perd 50 %, C. maxima et C. hassaku perdent 80 % et Natsudaidai 100 %). Ils ont montré que les espèces qui ont les plus hautes pressions osmotiques sont les plus résistantes au froid.
Les températures fraîches induisent la dormance et la résistance au froid qui intervient plus où moins tôt selon les espèces. Poncirus trifoliata perd ses feuilles en hiver ce qui contribue à sa rusticité. De nombreux gènes interviennent dans la détection des basses températures et la réponse par un processus d'acclimatation au froid. L'induction de l'expression de ces gènes par le facteur de transcription CBF/DREB joue un rôle important. Chez Poncirus trifoliata la protéine PtrZAT12 a été identifié dans l'induction de la réponse au froid (2023). Cette régulation résulte de l'acclimatation au froid et aussi des signaux osmotiques et photo-oxydatifs chez d'autres plantes.
Des essais de tolérance au froid (4, −4 et −8 °C) pendant 10 h ont été réalisés (2024) sur une satsuma (rustique jusqu'à −8 °C), l'orange 'Thomson navel' (jusqu'à −6 °C), le citron 'Lisbon' et le grapefruit 'Ruby Star' (sensibles au froid: ces 2 derniers étant très affectés au delà de −2 °C). Une corrélation a été établie entre rusticité et à la teneur en flavonoïdes totaux, chlorophylle a et b, caroténoïdes, le niveau de malondialdéhyde, ainsi que glycine-bétaïne et catalase. Ils confirment les observations antérieures sur le lien flavonoïdes/résistance au stress (2008), lien qui s'observe dans l'augmentation de la puissance aromatiques (chez le citron) avec le froid, les composés phénoliques et des flavonoïdes augmentent en réponse à de basses températures. Ce lien peut aussi être une dégradation de la qualité gustative, chez dékopon la congélation provoque une augmentation de l'amertume (leucine, acides aminés associé à l'amertume, teneur en composés volatils).
Chez le papeda d'Ichang la sphingosine et l’acide chlorogénique provoquent une accumulation de sucres, de flavonoïdes et d'acides gras insaturés et jouent un induisent dans sa bonne résistance au froid. L'inactivation des gènes CiSPT et CiHCT2 impliqués dans la biosynthèse de la sphingosine et de l'acide chlorogénique diminue considérablement sa résistance.

### Réaction anatomique au gel

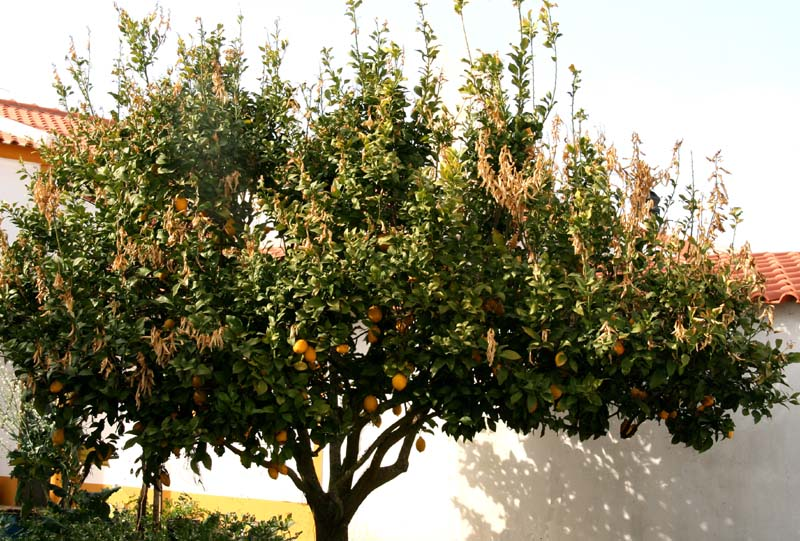
Sur un oranger, le gel a détruit les gourmands riches en eau.

Le fruit est le moins résistant au froid, surtout le fruit mûr plus riche en eau que le fruit vert. Ils flétrissent au dégel, la pulpe change de couleur, et s'aplati. Les feuilles jaunissent, se dessèchent et commencent à tomber, les branches fines se dessèchent. La défoliation peut être totale, les branches se fanent progressivement à partir de l'extrémité. Le bois se fissure.
Le gel active des bactéries de la nucléation de la glace qui amplifient des dégâts du gel, elles sont signalées chez les jeunes agrumes et en Floride (Pseudomonas viridiflava, P. syringae, Erwinia herbicola, Xanthomonas campestris).

### Hybridation
L'idée d'hybrider des agrumes aux fruits de bonne qualité avec des espèces résistantes au froid est venue à la plupart des obtenteurs. Au Japon, par croisement avec P. trifoliata (nom local Karatachi) mais la qualité des fruits obtenus n'est pas au rendez-vous. Swingle (1897 à 1910) a hybridé méthodiquement des agrumes rustiques dont les kumquats (Fortunella spp. fruitier d'altitude dont la rusticité est due à une dormance extrême en hiver); qu'il a décrits, en vue d'obtenir des agrumes fruitiers résistants aux froids épisodiques de Floride. Il travaille sur des cultivars chinois, A.-G. Haudricourt et L. Hédin écrivent (1943) « Lorsqu'on se dirige de Birmanie vers la Chine, les agrumes se raréfient. On trouve quelques Mandariniers sauvages, deux espèces endémiques (C. junos, C. itchangensis) et le sous-genre Fortunella (kumquat), qui sont également cultivés; on y observe enfin une espèce sauvage à feuilles trilobées (Poncirus trifoliata Raff.)». Nombreuses sont ses obtentions qui sont toujours cultivées et améliorées: les limequats (donnés rustique en zone 8), orangequat (Satsuma x kumquat Meiwa) et parmi les hybrides de P. trifoliata les citranges qui sont toujours les porte-greffes les plus utilisés.
Les pépiniéristes ont également hybridé en vue d'obtenir la résistance au froid, Eisenhut (San Nazzaro) propose 76 agrumes hybrides sur un catalogue de 500 agrumes environ.

## Histoire

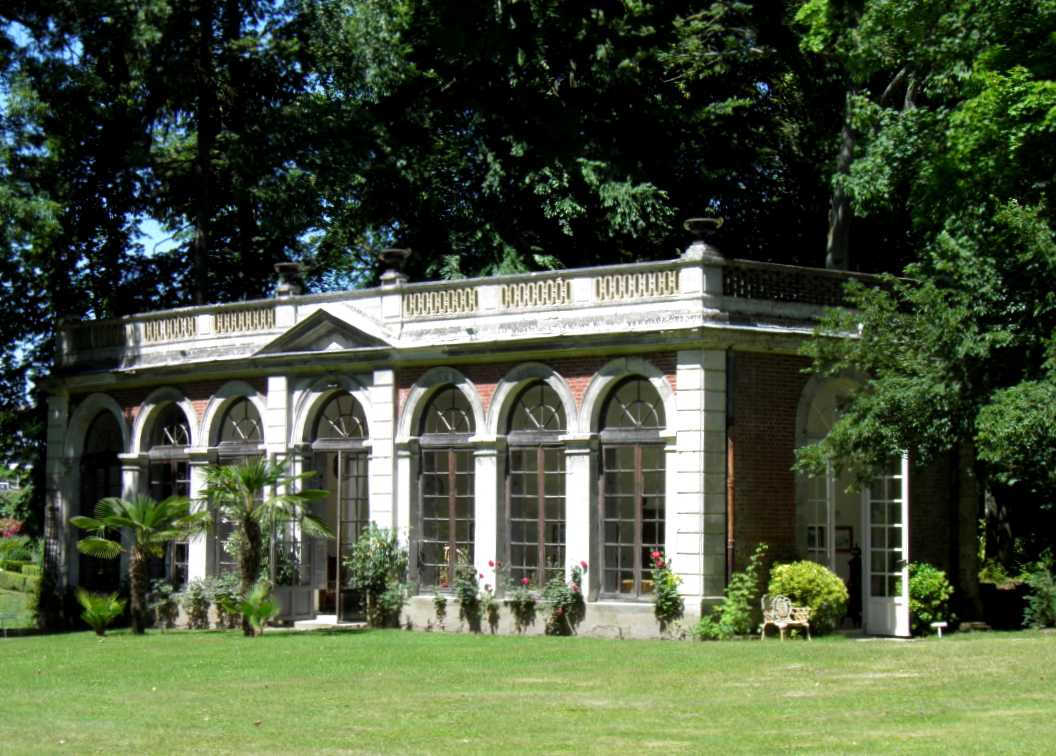
Orangerie du château de Valgenceuse, Senlis

Les arabo-andalous ont introduit et cultivé de nombreux agrumes. Ibn Al Awam note que le cédratier, le bigaradier, le citronnier, le limetier et les pamplemoussiers craignent le froid et le vent du nord (en Andalousie) et se contente pour protection de les planter à l'abri d'un mur au sud. Les voyageurs venus du nord sont admiratifs devant leurs jardins, le florentin Brunetto Latini (1220-1295) qui voyage en Espagne de 1260 à 1262 plante a son retour 3 488 bigaradiers et citronniers en situation abritée.

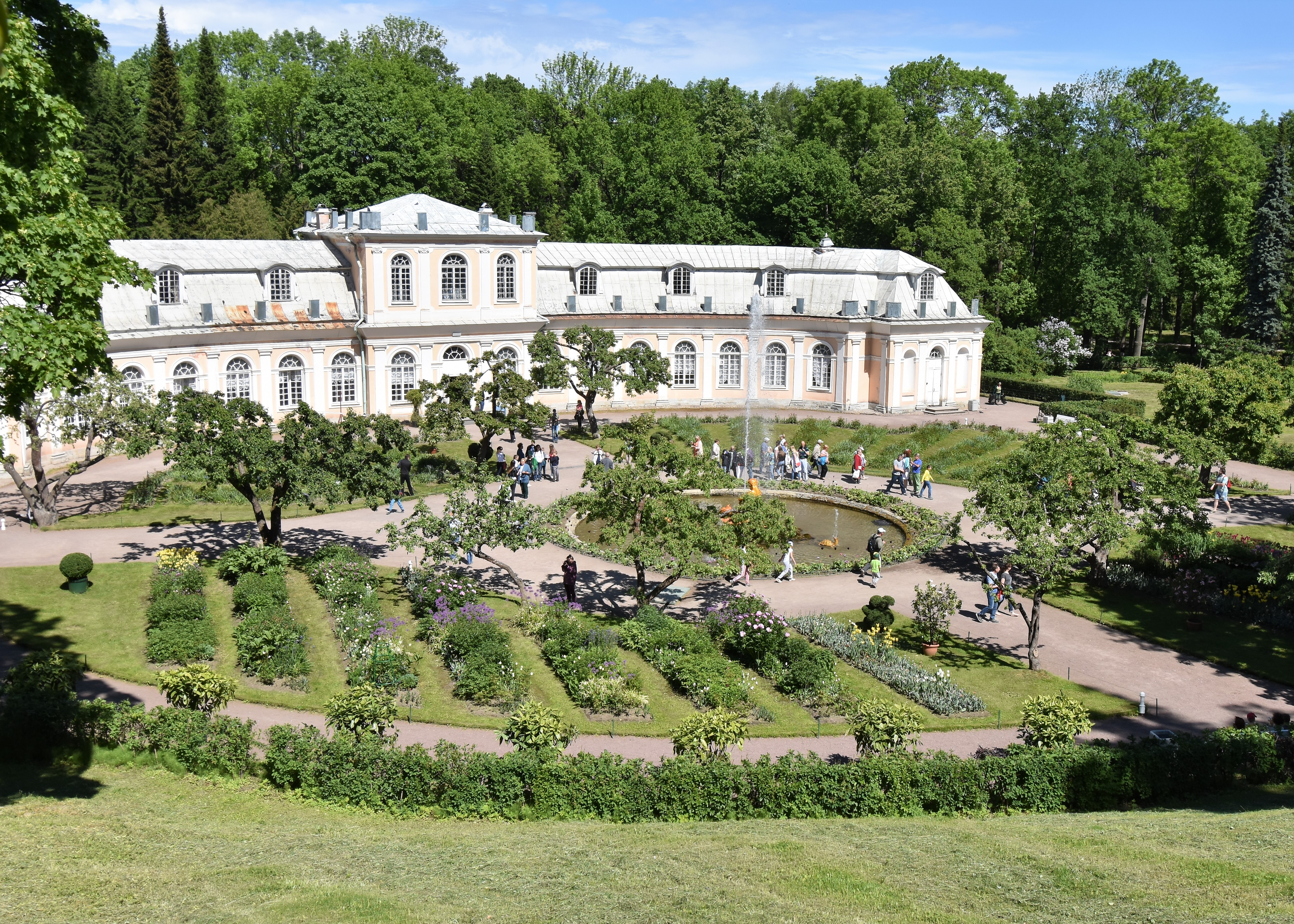
Orangerie de Peterhof - Saint-Pétersbourg

C'est sous l'influence des jardins arabes de Sicile que les villas napolitaines des arabo-normands à Poggioa Caiano commencée en 1479 et Poggio Reale à Naples (1480) pour Alfonso II di Napoli (1448-1495) sont décorées d'agrumes. Catello M. Pacello da Mercogliano (1455-1534) son jardinier met au point la technique de culture (en pots tron-coniques drainants pour faciliter le rempotage) avec hivernage en orangerie, qui sera adopté par Cosimo de Medicis (1519-1574) aux jardins de Boboli et de la villa de Castello (1538). En 1495, Charles VIII envoie Pacello da Mercogliano construire les jardins terrassés à Amboise (Jardin de Naples) qui sera le point de départ des orangeries d'hivernage et de la culture en pots et caisses jusque très au nord de l'Europe: Versailles, Fulda 1721, Nuremberg - Johann Christoph Volkamer 1708, le Zwinger de Dresde 1709, et la dernière grande orangerie à Potsdam en 1851.
Des jardins collections seront ensuite plantés dans les climats littoraux (Menton, citrons des littoraux italiens) ou au bord des grands lacs (Lac de Garde).

## Variétés rustiques
La notion de rusticité au froid qui est utilisée dans les zones de rusticité ne tient compte que des minima de température observés sur longue période. Elle ne tient pas compte de paramètres importants pour la vie des plantes (qui influent sur le niveau de sucres totaux, de sucres réducteurs, d'eau et protéines hydrosolubles) : amplitude thermique, humidité (froid sec ou humide), durée des périodes froides (le climat de l'oranger connait des gels brefs de quelques heures, la notion de froid continu est employée pour la limite de culture de l'orange douce), vents, durée du jour (durée d'exposition à la lumière).
R. Young et C. J. Hearn (1972) font un classement par 5 niveaux de rusticité, ils donnent P. trifoliata comme seuil de niveau supérieur, kumquat (Fortunella spp.), mandarine 'Changsha', 'Owari' et '54-1-2' excellentes enfin le tangor 'Temple' comme mauvais. On utilise usuellement le système des zones USDA. Selon Tom Mc Clendon (2004) les rusticités sont les suivantes (les diverses sources marchandes ou d'amateurs donnent rarement des observations complètes des froids subis, durée, lieu, etc.).

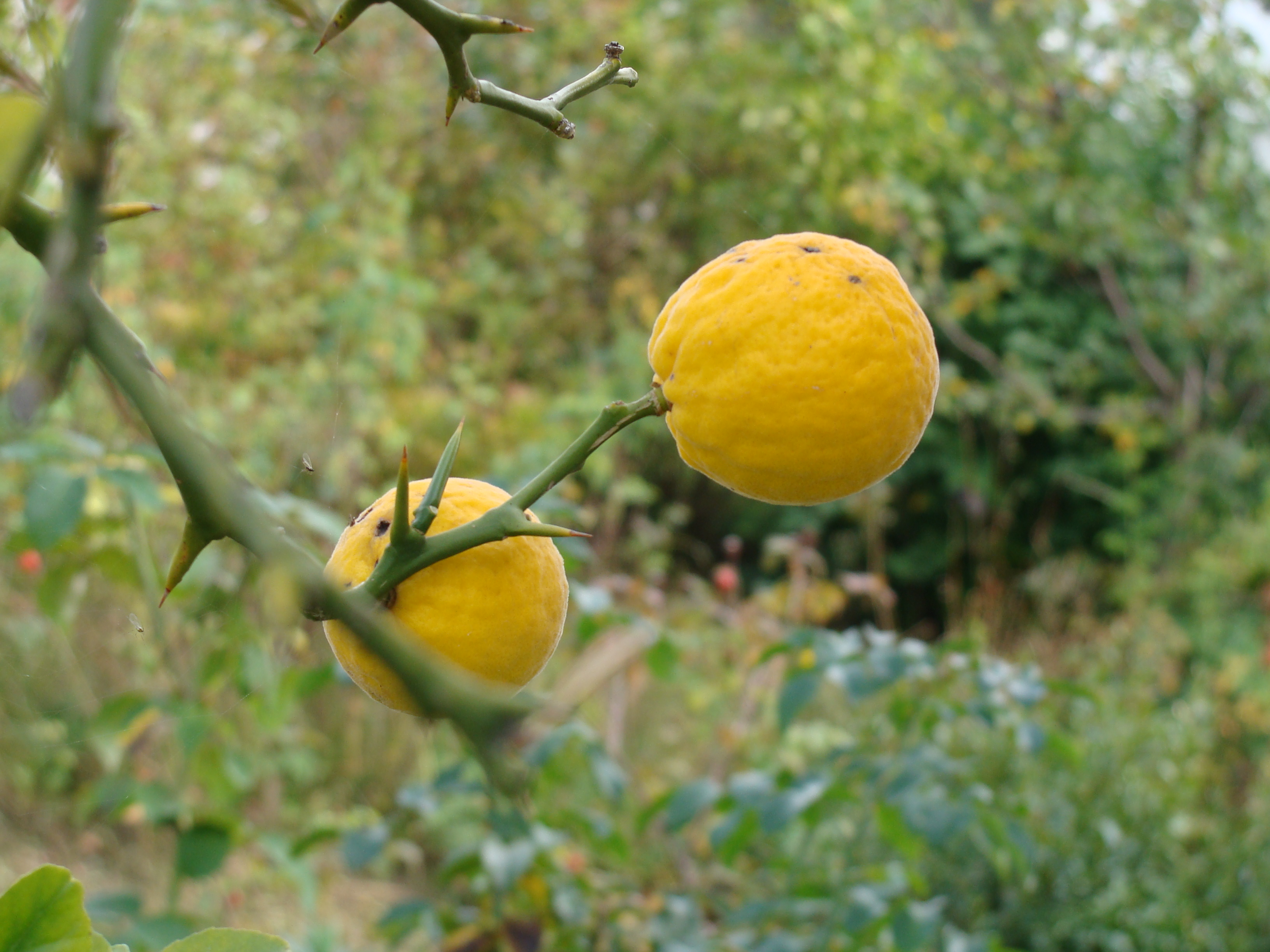
Fruits (et épines) du Poncirus trifoliata

- Zone 7a (−18 °C à −15 °C): Tom McClendon donne comme les plus rustiques Poncirus trifoliata (supporterait au delà de −20 °C, 'Flying dragon' est donné à −26 °C[37]) et Ichang Papeda (C. ichangensis) avec −18 °C. Les fruits de ces espèces sont immangeables.
- Zone 7b (−15 °C à −12 °C): Citrandarine (P. trifoliata x C. reticulata), les Citranges (P. trifoliata x C. sinensis), Citrumelos (P. trifoliata x C. paradisi), Nansho Daidai (C. taiwanica), Jiouyuezao (九月早 (Jiǔ yuè zǎo)  est un semis de mandarine 'Bendizao' (C. reticulata) obtenu en 1960. Les arbres auraient supporté −13,4 °C en 1991 dans des conditions incomplètement décrites[38].
- Zone 8a (−12 °C à −9 °C) : Kinkoji (x C. paradisi), Citrangequat (Citranges x Fortunella spp). Hydrides de P. trifoliata ('Glen Citrangedin', 'US 119', 'SanCitChang', 'Roundleaf'), Citron d'Ichang, Yuzu et ses hybrides (yuzuquat), Kumquat, Orangequat. La mandarine 'Changsha' (C. reticulata Blanco) est considérée comme la plus résistante au froid des mandarines douces elle est utilisée dans la production d'hybrides[39], 'Keraji' est mentionnée avec les satsuma 'Fallglo' et quelques oranges précoces[40]. Enfin 8a est compatible avec les bigarades les plus rustiques (C. aurantium). François Drouet rapporte qu'en 1985, des mandariniers Satsuma ont résisté à des pointes de froid de  −14 °C dans la région de Perpignan[41].Culture de satsuma sur sol désherbé à Separadi (Lankaran) en Azerbaijan - zone 7b sur le littoral de la Caspienne.

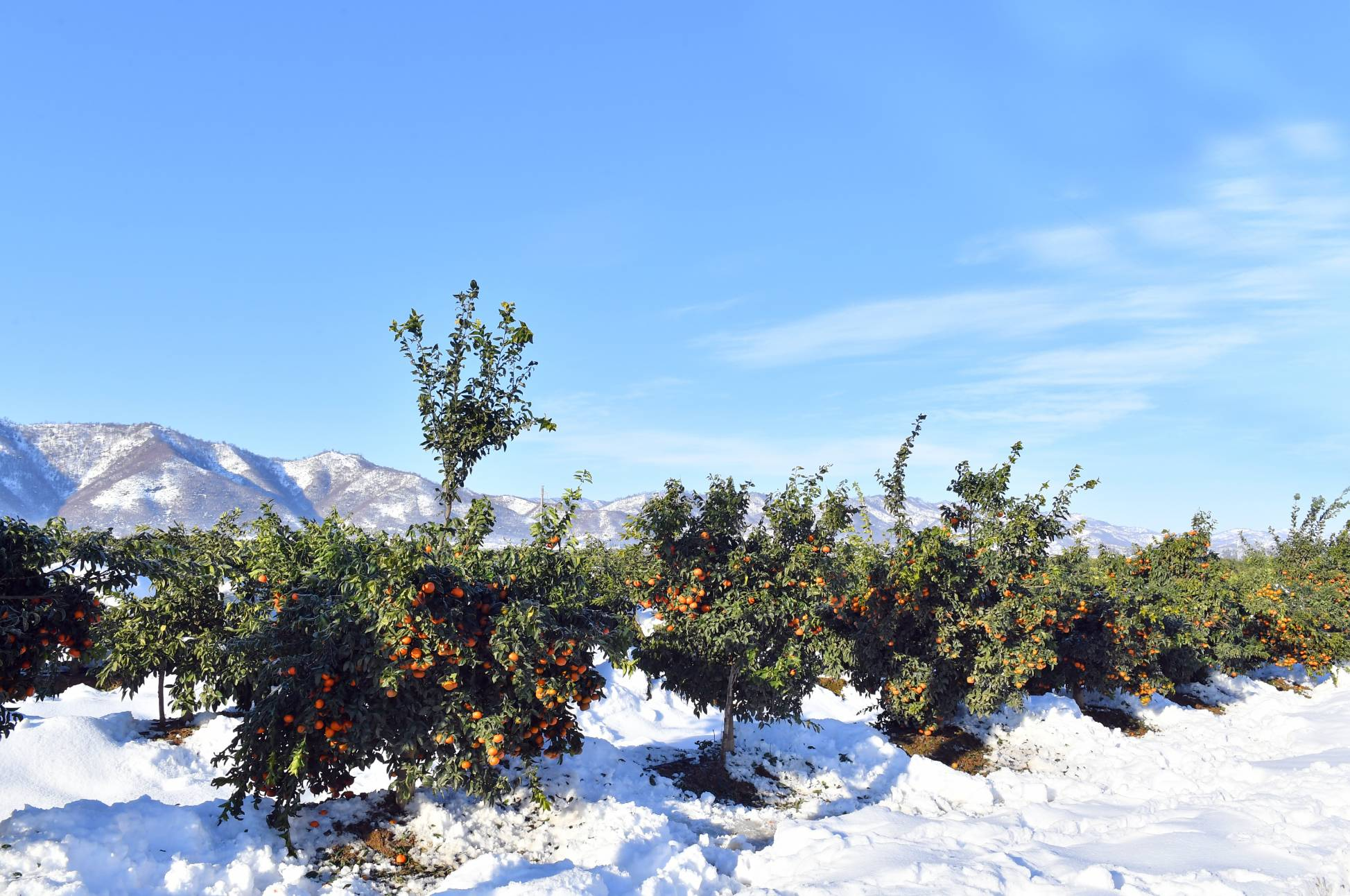
Culture de satsuma sur sol désherbé à Separadi (Lankaran) en Azerbaijan - zone 7b sur le littoral de la Caspienne.

- Zone 8b (−9 °C à −7 °C) Kumquats (Fortunella spp.) et hybrides Procimequat, Sunquat, Calamandarin, Bigarades sans restriction, Sanbokan, Eremocitrus glauca. Le citron Meyer aurait supporté −9 °C et aurait survécu à −10 °C en Californie[41]. En Herzegovine l'hybride de mandarine 'Curafora Segentrange' est très présent réputé rustique à −9,6 °C (on trouve aussi les mandarines 'Zorica rana', 'Chahara', 'Ichumare', 'Okitsu', 'Kuno', 'Seto', 'Kawano Wase')[42] sa rusticité est discutée[43].
- Zone 9a (−7 °C à −4 °C) Limequat. Cette zone avec des cultures abritées (buttage des arbres, herbicide systématique) a donné lieu à la grande culture en Géorgie du temps de l'URSS.(à Makharadze des minimum de −13 °C pendant 1 à 5 h ont été relevés rarement). L. Blondel et P. Brun (1973) on écrit un rapport détaillé, 82 % des plantations (16000 ha) étaient des Satsuma, 10% des Oranges douces (navel, 'Korolok', 'Soukoumsky', 'Orange abkazienne' à gros fruits), 7% citrons ('de Novy Afon', 'Oudarnik', très acide, 'Beskolachi' inerme, 'Meyer' « dont la résistance au froid est remarquable ») et marginalement kumquats, grapefruits et pamplemousses ('Groutchevitni', 'Tchackba', 'Natsumikan'). Le déplacement des collections d'agrumes française d'Afrique du Nord en Corse (zone 9a) a donné lieu à des travaux utiles sur l'adaptation des cultures d'agrumes au climat Corse[17]. Le sudachi est donné cultivable en zone 9a.

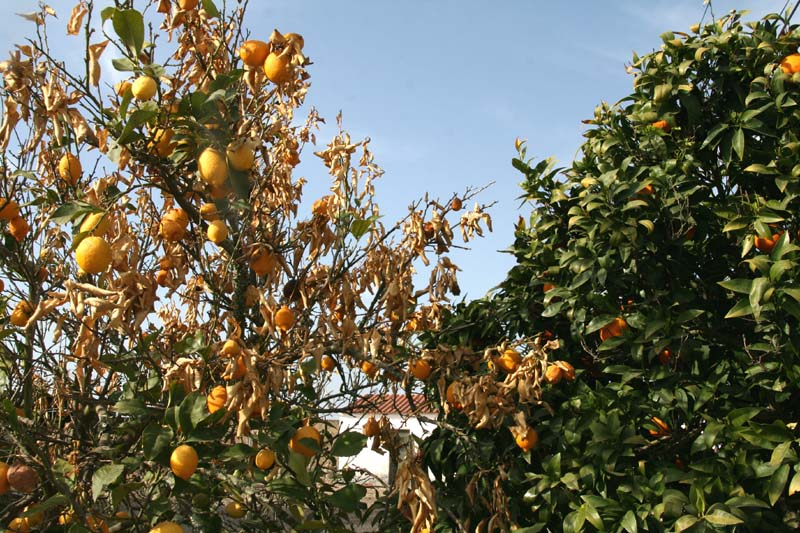
Citronnier gelé à côté d'un oranger indemne

- Citronnier gelé à côté d'un oranger indemneZone 9b (−4 °C à −1 °C) Oranges douces (C. sinensis), Grapefruit (français de France pamplemousse, C. paradisi), Pamplemoussier (C. maxima), Mandarines méditerranéennes, Tangor, Tangelo. Citron (C. limon)[44], le cédrat (C. medica) sous réserve d'être protégé du vent[45]. H . J. Webber classe le cédratier comme très peu rustique, moins rustique que la lime tropicale[17]. La résistance au froid du citronnier est plus faible que celle des orangers doux, des pamplemoussiers et des grapefruits, surtout exposé au vent (B. Tkatcheneao, 1951)[46].
- Zone 10 a (limite du gel −1 °C à 2 °C). C. aurantiifolia, la lime tropicale est donnée zone 10-11[47]. Les Papedocitrus (genre intermédiaire entre Papeda et Citrus) sont très peu rustique: le combava (C. hystrix DC) n'est pas tolérant au gel (ni au faible niveau de luminosité)[48], C. macroptera Montrouz, C. micrantha Wester et C. celebica qui sont originaires de climats tropicaux n'ont pas fait l'objet de publications académiques.

## Technique culturales

### Choix du porte-greffe

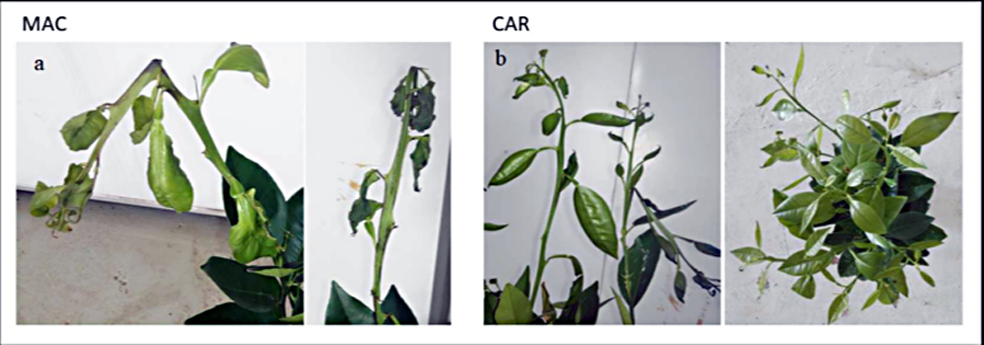
Pousses endommagées d'orange Valencia greffée sur C. macrophylla (MAC) et indemnes sur Citrange Carrizo (CAR) à 0°C pendant 30 jours.

Poncirus trifoliata est le plus rustique, idéal pour un sol lourd mais n'est pas compatible avec tous les Citrus, notamment certains citronniers (le citronnier préfère le bigaradier), cédratiers, tangors.
Citrange et Citrumelo sont des hybrides de d'orange douce et de C. paradisi avec P. trifoliata, les incompatibilités sont égales à celles de ce dernier. Ils sont bien acceptés par les mandariniers. La rusticité est plus faible, zone 7b et 8a. Le Citrumelo (P. trifoliata x C. paradisi) a une bonne rusticité mais les mêmes incompatibilités que les précédents. Forner-Alcaide est très employé en Espagne, le no 5 est donné rustique en zone 7b. Citradia (C. aurantium x P. trifoliata) CRC 139 est mentionné comme intéressant en Suisse (au niveau du Lac leman).

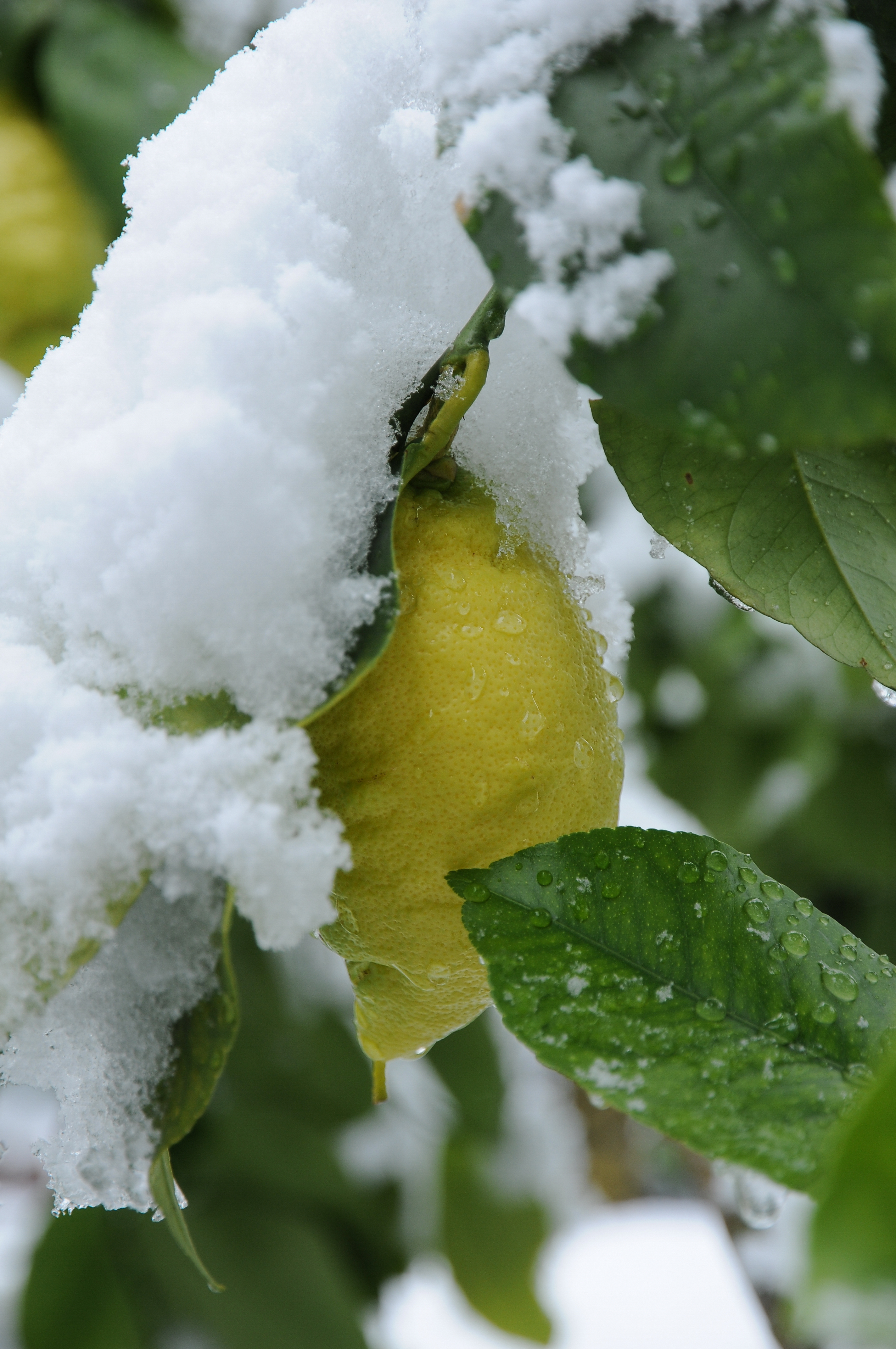
Citron sous la neige. Le citronnier n'est pas un agrume rustique, il préfère les zones littorales méditerranéennes.

### Protéger du gel

#### Couverture des arbres.
La pose de couvertures, de toiles non tisées, sur la cime pendant l'hiver (ne pas tailler la cime de la canopée avant l'hiver) créent un microclimat protégé qui limite les dégâts du gel. En Abkhazie, vers Soukhoumi (−8 à −12 °C) les agrumes étaient planté très dense 3 000 arbres/ha pour les protéger mutuellement. La méthode de Ryndine (culture à double étage) consistait à greffer citronnier et oranger dans un mandarinier pour augmenter la densité du feuillage et la résistance aux gelées était aussi employée.

#### Renforcement de la résistance
Des expérimentations ont montré que l'accoutumance au froid −1,5 °C pendant 264 h en continu, améliore la tolérance aux gels forts.
Les engrais riches en silicium appliqué 2 fois (50 et 100 ppm) aux mandarines satsuma et aux oranges dans le nord de la Floride (2023) réduisent les dommages causés par le gel et donnent une meilleure tolérance au froid.

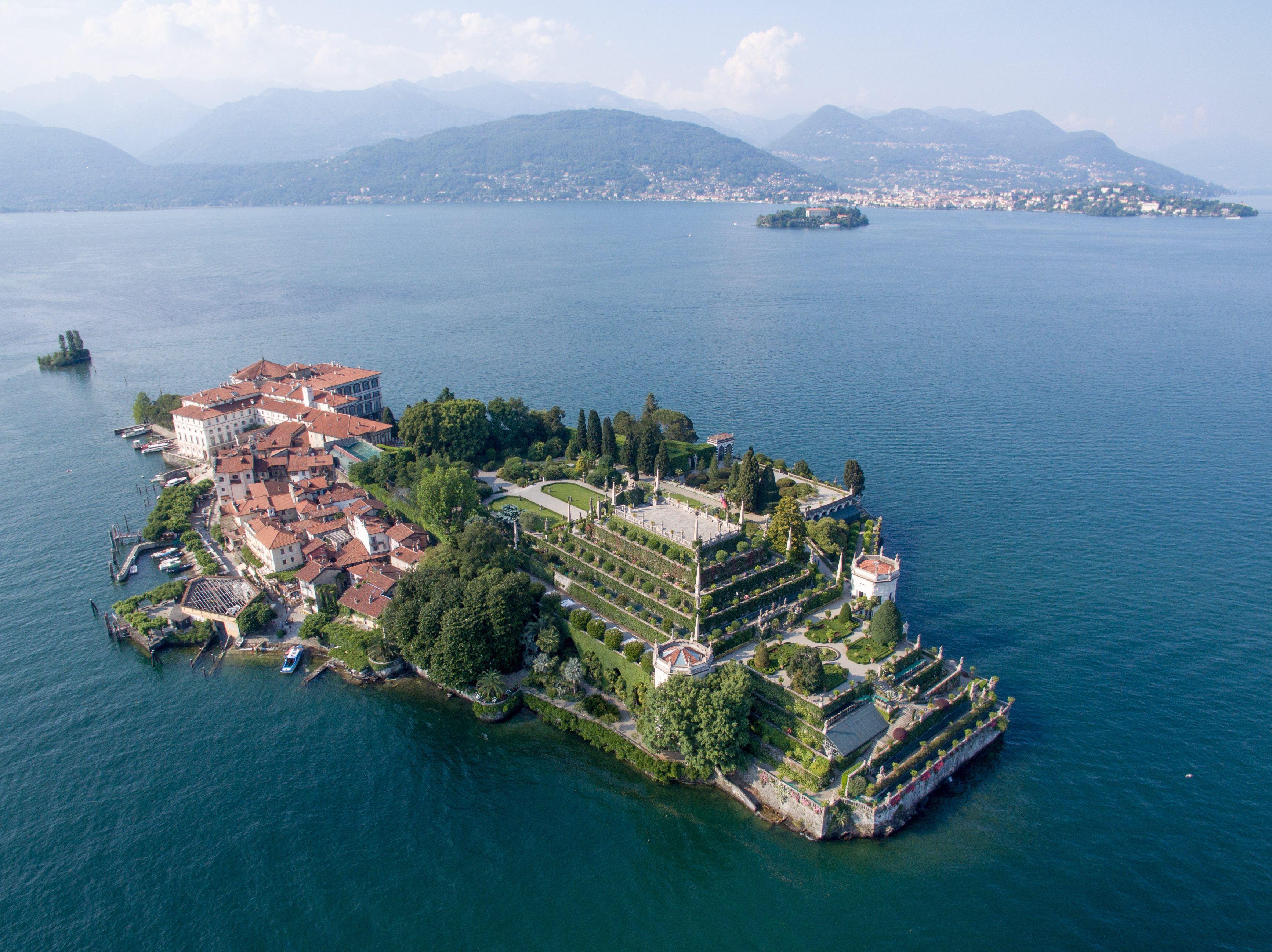
Agrumes protégés des vents froids par murs et terrasses exposés au sud. Isola Bella, sur le Lac majeur.

### Favoriser le maintient de températures chaudes
La vitesse du vent, affecte les valeurs des températures critiques. Le choix d'un espace protégé des vents forts ou froids et bien exposé est un savoir-faire ancien, les murs protecteurs apportent un appoint de chaleur. Pendant le gel, l'air a basse température stagne au niveau du sol, dans ces circonstances et par temps calme (épisodes gélifs radiatifs) les tours antigel réalisent une désédimentation de l'air qui cause une élévation de température au sol de 3 à 5 °C. En Chine, un logiciel de comparaison a montré que les sites favorables aux agrumes sont liées au type de végétation dans l'environnement (forêts, couverture végétale à feuilles persistantes).

#### Laconductivité thermiquedu sol.
Les recherches sur les agrumes du Texas concluent que la température au pied des arbres est en moyenne environ 3 à 5 °C supérieure quand le sol est désherbé par rapport à un sol enherbé. La bonne circulation de l'air dans les vergers permet l'évacuation de l'air froid. Le sol ne doit pas sécher en profondeur car l'humidité lui donne une bonne capacité de retenir la chaleur et une forte conductance thermique. En Corée, on évite de planter les agrumes dans les parties basses du terrain.
De nombreuses techniques de paillis ont été développées (film plastic, mulch minéral) qui permettent de gagner jusqu'à 4 °C à 10 cm de profondeur.

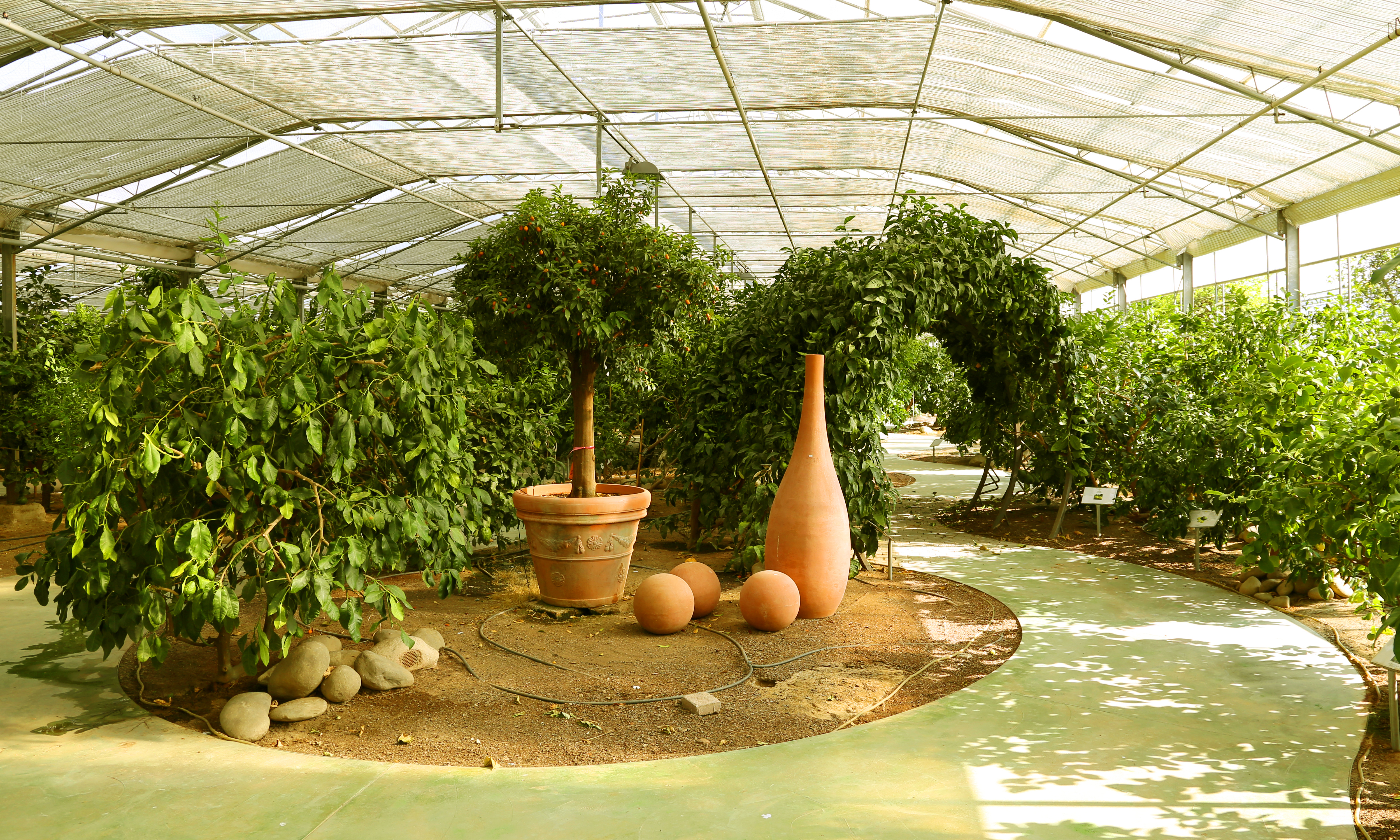
Le jardin des agrumes Hesperidarium, Oscar Tintori à Pescia (zone 8a), culture en pleine terre et en pots sous serre ombrée.

### La culture à l'intérieur
Il existe des cultures d'agrumes en pots, sous serre en zone 5b. A Laval (Canada) sont produits en pots des yuzu, mains de Bouddha, des limes d'Australie et du sudachi dans des serres chauffées spacieuses. A Sapporo (Zone 7b, 43° Nord littoral de la Mer du Japon) une grande serre obtient des fruits de 27 variétés d'agrumes en pots.
Le drainage des pots doit être excellent, et au moins 5 à 6 h de soleil par jour sont nécessaires. Les porte-greffes nanifiants sont préférés. Le calamondin (Citrofortunella mitis) est l'espèce la plus cultivée en intérieur avec les Rangpur (C. limonia), les mandarines (C. reticulata) spécialement les Satsuma, les citrons 'Ponderosa' et 'Meyer', quelques cédrat (C. medica) et le kumquat. Les agrumes cultivés à l'intérieur sont sujet aux attaques d'acariens et de cochenilles qui peuvent proliférer. En culture sous serre le plus gros danger est la surchauffe en été, ombrage et ventilation sont indispensables.

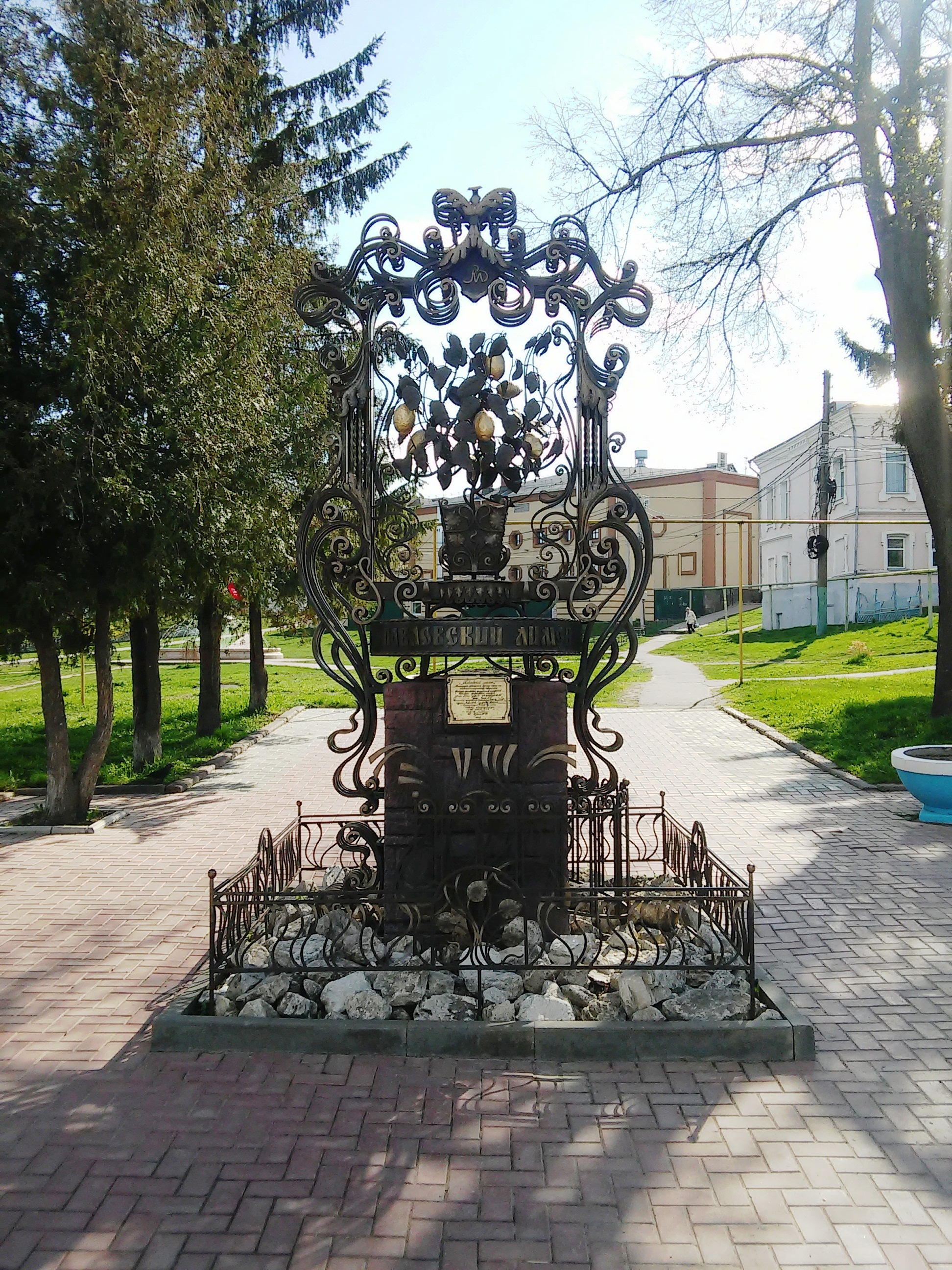
Monument au citron d'intérieur à Pavlovo

Le citronnier Pavlovski (de Pavlovo, région de Gorki, USA 6b, 150 jours de neige par an) est réputé adapté à le culture en intérieur, différent du  'Maikopski' citron de serre, il supporte des basses hygrométries.
La culture en tunnel ou sous serre chauffés est largement pratiquée au Japon y compris dans le sud, les agrumes y fleurissent plus tôt - dès janvier - que ceux cultivés à l'extérieur, les mikan de serre se récoltent en mai, le sudachi dès juin. Les tunnels sont ouverts à partir de juillet.

### Soigner un agrume gelé
Un arbre endommagé par le gel ne doit pas être taillé jusqu'au printemps. Le soleil est dangereux pour les plaies desséchées dues au gel, le chaulage des arbres gelés avec un badigeon de chaux éteinte protecteur limite les dommages causés aux troncs et branches nues au printemps et en été, mais n'induit pas de résistance au gel.

## Anthologie
- Pierre Barrère. Les agrumes dans le monde. Premier article. Bordeaux. Les Cahiers d'Outre-Mer. Année 1954. pp. 155-194[55].

« La croissance des agrumes est, d'une façon très générale, suspendue temporairement au-dessous de 12° C. et au-dessus de 36° C., mais, au-delà de ces limites déjà très larges, chaque variété réagit à sa façon, en particulier au froid: le principal ennemi de ces arbres à feuilles persistantes et qui mûrissent leurs fruits en hiver. Le plus résistant des citrus est le Poncirus trifoliata, le seul à feuilles caduques, suivi du kumquat et du mandarinier satsuma; puis viennent les mandariniers méditerranéens et les oranges douces; plus sensibles encore sont les grapefruits, les citrons et les limes, ces derniers n'admettant guère que les climats océaniques tropicaux. Des minima moyens de 3 à 4° C sont une limite absolue pour les orangers et les mandariniers en culture normale; ils supposent en effet des minima absolus capables de détruire la récolte ou les vergers; une nuit à 0° C détruit les fruits, une nuit à -5° C atteint les arbres pour plusieurs années.
Or, apparent paradoxe, les grandes régions productrices se sont établies souvent au plus près de ces dangereuses limites climatiques. Deux raisons commerciales, les y poussaient : elles réduisaient au maximum la distance aux grands marchés de consommation des latitudes moyennes; en même temps, elles recherchaient, intuitivement, des fraîcheurs soutenues, essentielles à la qualité du fruit; il faut la visite du froid pour que l'épiderme prenne la coloration vive et régulière réclamée par le consommateur; la saveur et le parfum de la pulpe se trouvent aussi améliorés. La 'Washington Navel', qui se colore bien en Californie, reste verte à Trinidad, ainsi que la plupart des agrumes dans les régions très chaudes; au-dessus de 21°C. les isomères orange et jaune du carotène ne se forment plus; aussi, sous les Tropiques, les Citrus vont-ils chercher en altitude des conditions thermiques assez modérées, sur le plateau de Sâo Paulo par exemple, comme sur les hauts versants de Porto-Rico, de Java, de Sumatra. Dans les climats maritimes l'été trop doux n'est pas plus favorable; il supprime le repos végétatif et ne permet pas la croissance normale des fruits, comme il advient parfois près de Porto, de San Francisco ou de Melbourne... Au total, des minima de quelques degrés au-dessus de 0° C et deux ou trois mois au-dessus de 28°C. paraissent nécessaires à une heureuse production commerciale des agrumes. »

- G. Couderc. La création d'Agrumes résistant au froid. Revue de Botanique appliquée et d'Agriculture coloniale. no 15 1922[70].

« Le greffage des Agrumes sur [Poncirus trifoliata] permettra d'étendre leur culture, du moins celle d'individus plus résistants au froid que la moyenne de chaque espèce, notamment les races japonaises dites Kum-Kat, Satsuma et Unshu à toute la zone de l'Olivier, exception faite pourtant des plaines et bas fonds à gelées blanches intenses. Il est prudent d'en faire l'essai d'abord dans les jardins, contre les murs, à l'exposition du midi.
Nos régions maritimes de l'Ouest au climat humide mais si tempéré, les côtes de Bretagne et de Normandie, peut-être jusqu'à l'Anjou, c'est-à-dire partout où ne gèle pas l'Acacia dealbata (vulg. Mimosa), conviendraient probablement très bien à la culture des japonais greffés sur [Poncirus trifoliata], spécialement à celle de l'Unshu. J'ai des essais en cours en Normandie.
Le greffage sur [Poncirus trifoliata] des Bigaradiers à parfum me paraît d'une importance majeure pour la région de Grasse. Il permettra de parer aux gelées de branches et de rameaux qui la désolent périodiquement. Il assure une floribondité très hâtive et extraordinairement abondante.
Partout où on craint le froid, il faudra greffer en tête à 0,80-1 m. du sol pour que ce soit le tronc du porte-greffe et non celui du greffon qui ait à supporter les forts abaissements de température qui ont lieu au voisinage du sol.
Les Orangers et Citronniers greffés sur [Poncirus trifoliata] de M. Tabut, pépiniériste à Alais, avaient de 50 à 60 ans (ils ont été vendus aux enchères et dispersés à sa mort). Ces Orangers, à cet âge ne présentaient aucun signe de décrépitude. »

## Pages connexes
- Poncirus trifoliata, Citrus ichangensis, kumquat, Eremocitrus glauca, Kinkouji, Citrus unshiu
- Citron de Menton